# Stanisław Cikowski
Stanisław Kazimierz Cikowski (14 febbraio 1899 – 2 dicembre 1959) è stato un calciatore polacco, di ruolo centrocampista.

## Carriera

### Club
Ha giocato tutta la carriera nel campionato polacco.

### Nazionale
Con la Nazionale ha preso parte alle Olimpiadi del 1924.